# Centrum choreografického rozvoje SE.S.TA
Centrum choreografického rozvoje SE.S.TA, z. s., (zkráceně SE.S.TA) je nezisková organizace, kterou založila hraběnka Marie Kinsky v dubnu roku 1999 pod názvem Česko-francouzské setkávání současného tance (ČFSST). Později byla přejmenována na Setkávání současného tance (SE.S.TA) a od roku 2010 působí jako Centrum choreografického rozvoje SE.S.TA – jako první centrum tohoto typu v České republice.[zdroj?]

## Činnost
SE.S.TA se věnuje kontinuálnímu vzdělávání tanečních profesionálů, realizuje stáže, semináře, umělecké koučinky, poskytuje rezidence, pořádá oborové kulaté stoly, kolokvia a konference a produkuje různá představení a mezioborové performance. Dále se věnuje také práci s publikem a projektům pro děti. Od roku 2009 pořádá mezinárodní festival současného tance KoresponDance. SE.S.TA za dobu svého působení iniciovala a řídila několik evropských projektů, produkovala přes dvacet představení jak s českými, tak zahraničními umělci. Dalších téměř 50 představení uvedla v Česku a řadu jiných na festivalech v Evropě.[zdroj?]
V roce 2018 získala organizace podporu z programu Kreativní Evropa na realizaci projektu Roundabout Europe.

## Projekty

### Rezidenční program na zámku Žďár nad Sázavou
Manželé Marie a Constantin Kinští spravují rodinné panství ve Žďáru nad Sázavou, které získali zpět v restituci a v rámci rekonstrukce zámku vytvořili prostory, kde dnes SE.S.TA poskytuje umělecké rezidence. Každoročně je rezidenční program otevřen deseti až patnácti umělcům/skupinám, kteří zde získají zázemí pro práci na svých projektech.

### Rezidence pro choreografy s koučinkem
Od roku 2007 realizuje SE.S.TA projekt Rezidence pro choreografy s koučinkem. Zve zahraniční umělecké kouče, kteří po dobu deseti dnů pracují s vybranými mladými choreografy z celého světa na rozvoji jejich tvorby. V roli kouče na rezidenci působili například Jean Gaudin, Jean-Christophe Paré, Rivca Rubin, Mara Serina, Tomeo Verges, Günther Grollitsch, Christine Erbé nebo Dominique Rebaud.[zdroj?] Z České republiky se Rezidence pro choreografy s koučinkem účastnili například Markéta Stránská, Eva Urbanová, Agáta Jarošová, Anna Polívková, Halka Třešňáková, Lucia Kašiarová, Marie Gourdain či Mirka Eliášová.[zdroj?]

### Škola tančí
Pilotním projektem SE.S.TA zaměřeným na rozvoj umělecké kreativity dětí je Škola tančí. Metodiku převzala organizace z francouzského „Dance au coeur“, projektu, který ve Francii funguje již 30 let s podporou Ministerstva kultury, školství a regionů a který byl dále aplikován v Belgii, Norsku či Anglii. Základním kamenem konceptu je, že pohyb – tanec může pomoci žákům při osvojování poznatků napříč učivem a může rozšířit jejich rámec kompetencí. Projekt stojí na mezioborové spolupráci choreografa a pedagoga a od roku 2012 je každoročně realizován na několika školách.

### KoresponDance
Mezinárodní festival současného tance, pohybového divadla a nového cirkusu KoresponDance SE.S.TA pořádá od roku 2009. Od roku 2013 probíhá na zámku ve Žďáru nad Sázavou.

### Tanec v galerii
Tanec v galerii je projekt, na kterém SE.S.TA spolupracuje s Národní galerií Praha a Galerií hlavního města Prahy od roku 2012. Jedná se o nenavazující cyklus performancí v galerijních prostorech - v expozicích, který si klade za cíl představit výtvarné dílo návštěvníkovi nově a prostřednictvím nezvyklých výrazových prostředků.

## Představení v produkci a koprodukci SE.S.TA
- Serge Ambert „Cestou s ní“
- Serge Ambert (skupina Christine Bastin) „Mezi dvěma“
- Christine Bastin „Mezi dvěma“
- Claude Brumachon „Svědek“
- Sumako Koseki „Kronika kosti“
- Paco Decina „Salto nel Vuoto“
- Toméo Verges "French Chicken"
- Dominique Boivin „off l i n e“
- Martha Moore taneční instalace projektu „Ozvěny postmoderny v tanci“
- Jean Gaudin „Pěvecká procházka“
- Ioana Mona Popovici „Luna plina“
- Andrea Miltnerová „Barokní tělo odhaleno“, „Vertikální horizontála“, „Fractured“, „Pentimento“, „FlashBack“
- Bára Látalová „Margaretha vypravuje“
- Pierre Nadaud „Lid beze jména“, ve spolupráci s Globe Reveurs „Na půl cesty“
- Jan Komárek „Stolování“
- Zdenka Brungot Svíteková, Hana Železná „Intenzita neviditelného“
- Anna Polívková, Halka Třešňáková „Walk in progress“